# Não Vamos Pagar Nada
Não Vamos Pagar Nada é um filme brasileiro dirigido por João Fonseca, escrito por Renato Fagundes e estrelado por Samantha Schmütz. O longa é inspirado na peça teatral Non Si Paga! Non Si Paga! de Dario Fo. O filme foi produzido pela A Fábrica, coproduzido pela Globo Filmes e distribuído pela H2O Films.
O filme marca a estreia do diretor João Fonseca.

## Elenco
- Samantha Schmütz como Antônia
- Edmilson Filho como João
- Flávia Reis como Margarida
- Fernando Caruso como Policial Civil
- Flávio Bauraqui como Sargento Fonseca, policial militar
- Criolo como Funcionário do Mercado
- Leandro Soares como Luís
- Paulinho Serra como Gerente do Mercado